# باشگاه فوتبال موروبه واونز
موروبه واونز یک باشگاه فوتبال حرفه‌ای است که در اواخر سال ۲۰۱۷ تأسیس شد و در موروبه، پاپوآ گینه نو مستقر است.
این باشگاه در اولین فصل خود در لیگ ملی فوتبال پاپوآ گینه نو در سال ۲۰۱۸ شرکت کرد و در فصل عادی به مقام دوم رسید و در نتیجه، در اولین درخواست برای لیگ قهرمانان اقیانوسیه ۲۰۱۹ واجد شرایط شد.